# Aïda Muluneh
Aïda Muluneh (Addis Abeba, 1974) es una artista, comisaria y fotógrafa etíope. Es fundadora y directora del Festival Internacional de Fotografía Addis Foto Fest, uno de los más importantes del continente. Ha ganado el Premio de la Unión Europea en el Rencontres Africaines de la Photographie (2007) y el Premio Internacional de Fotografía CRAF (2010). Actualmente, vive en Addis Abeba y trabaja también en otras ciudades y países.

## Biografía
Muluneh pasó su infancia entre Reino Unido, Yemen, Grecia, Chipre y Canadá, donde se estableció en 1985. Cuando era adolescente asistió a la escuela secundaria Western Canada High School en Alberta. En estos años su profesora de arte abrió un cuarto oscuro en desuso para su alumnado y le facilitó una cámara. Aunque entonces comenzó a tomar fotografías no lo concibió como una profesión hasta que su abuelo, pintor por afición, conoció su obra y le animó a trabajar como artista. Se licenció en cine, radio y televisión en la Universidad de Howard en Washington D. C. en 2000. Finalizados sus estudios, trabajó como fotoperiodista en The Washington Post  y desde entonces su trabajo ha aparecido en diversas publicaciones.
De vuelta en Etiopía en 2007, Muluneh fundó Developing and Educating Societies Through the Arts (DESTA) a través de la que facilita y difunde proyectos culturales. Su intención era cambiar la "historia única" que se cuenta sobre África (expresión creada por la escritora nigeriana Chimamanda Ngozi Adichie) y que es la historia de la pobreza, la desesperación y la corrupción. Cada año desde 2010, organiza Addis Foto Fest (AFF), hoy convertido en el mayor festival de fotografía de África. Le interesa que el festival sea un catalizador que promueva cambios en la concepción que tienen sobre África quienes no son de allí: "Quería construir puentes entre los fotógrafos y fotógrafas de todo el mundo, no solo África. El festival es una expansión de mi pasión. Puedes fantasear con alcanzar tus propios objetivos, pero tu legado es de quién puedes estar orgullosa, a quién le has pasado la antorcha". Como expresó Hannah Giorgis en The Atlantic: "Muluneh no es modesta en el esfuerzo".
Su obra ha podido verse en Sudáfrica, Mali, Senegal, Egipto, Canadá, EE. UU., Francia, Alemania, Inglaterra, China o España, entre otros países. De manera permanente hay obras de la artista en la colección del Museo Nacional de Arte Africano en Washington D.C, en el Hood Museum y el Museum of Biblical Art en Estados Unidos. Una de sus piezas fue seleccionada como cartel para la exposición itinerante The Divine Comedy, Contemporary African Artists. En el año 2017 participó en la exposición colectiva "El Iris de Lucy. Artistas africanas contemporáneas" organizada por el Centro Atlántico de Arte Moderno (CAAM) y Casa África de Las Palmas de Gran Canaria.
Ha sido jurado de prestigiosos premios de fotografía como los Sony World Photography y el World Press Photo Contest, ambos en 2017.

## Obra
Muluneh utiliza colores primarios en su fotografía artística, haciendo con ello referencia a las pinturas murales de muchas iglesias etíopes. Las mujeres son protagonistas de sus fotografías, ya que la artista cree en el poder de la mirada femenina. En una entrevista, Muluneh declaró: "Se dice que si le enseñas algo a un hombre, le enseñas a una persona, pero si le enseñas algo a una mujer, le estás enseñando a toda la sociedad".
"Mi trabajo suele comenzar con un boceto. Me acerco a cada imagen como en una producción cinematográfica en la que el personaje, el diseño del escenario, la iluminación y el estilo se unen". Continúa la artista: "Utilizo la pintura facial inspirada por la ornamentación corporal, no solo en mi país, sino también en otras partes del mundo. Estoy profundamente influenciada por las culturas tradicionales, por lo que en cierto sentido, estoy acercando el pasado al futuro".
"99 Series" (2013) consiste en varios retratos de una joven de ascendencia africana. Está completamente cubierta de pintura y maquillaje, que colorean su cuerpo y cara de blanco, y sus manos de rojo oscuro. La pintura blanca le da a la joven una apariencia fantasmagórica. El color blanco puede hacer referencia a la pintura facial Xhosa. Los hombres de Xhosa aplican arcilla blanca en la cara y el cuerpo poco después de la ceremonia de circuncisión. Esto confirma la idea que sus obras son "transición y transformación".

Obra titulada "The Departure", pertenece a la serie "The world is 9". Fue utilizada como portada del Informe de la UNESCO Reshaping Public Policies de 2018

En "The world is 9", exposición organizada en 2016 en David Krut Projects de Nueva York, Muluneh profundiza en sus raíces como etíope y crea una serie de 28 piezas: fotografías tomadas en la estación de tren de Leghar en Addis Abeba, modelos etíopes, cuerpos decorados con pintura corporal tradicional africana de colores vivos e intensos... Muluneh se inspira en las palabras de su abuela: "El mundo es un 9, nunca está completo y nunca es perfecto".
En la fotografía "The Past, the Present and the Future", dentro de esta serie, Muluneh expresa su plena conciencia del presente con un firme control sobre el pasado y el futuro. La autora M. Neelika Jayawardane añade "en algún lugar entre la nostalgia del pasado y el futuro que aún está por venir". En la imagen una figura representa las tres etapas de la vida de una mujer: pasado, presente y futuro. Su cuerpo está pintado en un azul brillante, con puntos blancos que le recorren la cara, el cuello y el pecho. Estos puntos son simbólicos dentro de la pintura corporal africana tradicional. Lleva con orgullo los colores de la bandera etíope, un pañuelo amarillo canario brillante que cuelga delante de la parte superior de su cuerpo y un largo vestido rojo. Las mujeres, fuertes, están centradas en medio de un fondo blanco puro: "El color blanco simboliza la pureza, la paz y la belleza".

## Trabajo voluntario
Muluneh regresó a Addis Abba desde Canadá para impulsar iniciativas fotográficas sin ánimo de lucro que gestiona a través de DESTA (Developing and Educating Societies through the Arts). Con esta organización busca generar oportunidades a nivel internacional para artistas de África en la diáspora. Sus esfuerzos se centran en debatir con las y los fotógrafos interesados en temas contemporáneos que afectan al continente africano. Muluneh cree en la educación como una forma de cambiar la situación en su país desde los niveles locales. Así, alienta la formación de alto nivel, el intercambio de estudiantes y el acceso a la tecnología.

## Publicaciones

### Publicaciones propias
- Ethiopia: Past, Forward. Brussels: Africalia Editions and Roularta, 2009. ISBN 9789086792009 Con introducción y texto de Eddy Boutmans y Simon Njami.
- The World is 9. Johannesburg: David Krut, 2016. OCLC 1021854566 Incluye "A stronger light" de Lemn Sissay. En inglés con subtítulos también en amhárico.

### Publicaciones con contribuciones de Muluneh
- Fiona Rogers y Max Houghton, Firecrackers: Female Photographers Now. Londres: Thames & Hudson, 2017. ISBN 978-0500544747

## Premios y reconocimientos
- 2007: Premio de la Unión Europea, Rencontres Africaines de la Photographie, Bamako, Mali.[1][2][24]
- 2010: International Award of Photography, Centro di Ricerca e Archiviazione della Fotografia (CRAF), Spilimbergo, Italia.[3]
- 2018: CatchLight Fellowship, San Francisco, USA.[25]

## Exposiciones

### Exposiciones individuales
- Ethiopia Past/forward, Christiansand Kunstforening, Christianssand, 2011.
- The World is 9, David Krut Projects, New York City, 2016.[19]
- Work from The World is Nine and 99 Series, VivaneArt, Calgary, part of Alberta’s Exposure Photography Festival, 2017.[6][26]
- Reflections of Hope: Aida Muluneh in the Aga Khan Park, Aga Khan Museum, Toronto, 2018.

### Exposiciones colectivas
- Ethiopian Passages - Dialogues in the Diaspora, National Museum of African Art, Smithsonian Institution, Washington D. C., 2003.[24]
- Imágenes Havana, Havana, Cuba, 2003.[24]
- 8th International Open, Woman Made Gallery, Chicago, IL, 2005.
- Body of Evidence (Selections from the Contemporary African Art Collection), National Museum of African Art, Smithsonian Institution, Washington D. C., 2006.[27]
- Spot On..., Ifa-Galerie Berlín, 2008.
- Spot On… Bamako, Vii. African Photography Encounters, Ifa-Galerie Stuttgart, Stuttgart, 2009.
- Always Moving Forward, Gallery 44 Centre for Contemporary Photography, Toronto, ON, 2010.
- The Divine Comedy - Heaven, Purgatory And Hell Revisited By Contemporary African Artists, Museum für Moderne Kunst (MMK), Frankfurt/Main, 2014; SCAD Museum of Art, Savannah, GA.
- 1:54 Contemporary African Art Fair, David Krut Projects Booth, Brooklyn, New York, 2016.
- El Iris de Lucy. Artistas africanas contemporáneas.Centro Atlántico de Arte Moderno (CAAM) y Casa África de Las Palmas de Gran Canaria, 2017.[15]
- I love Africa, Festival La Gacilly-Baden Photo, Austria, 2018.[3][28]
- Being: New Photography, MoMA, New York City, 2018.